# Мелітопольський район (1930—2020)
Меліто́польський райо́н — колишній район у південно-західній частині Запорізької області. Загальна площа — 1780 км², що становить 7 % території області. Районний центр: Мелітополь. Населення — 48,7 тис осіб (2019). Утворено Мелітопольський район — 1930 року, а ліквідовано у 2020 році під час адміністративно-територіальної реформи.

## Географія

### Розташування
Межі району: на півдні Якимівський район, на заході — Веселівський, на півночі — Михайлівський, на сході Токмацький та Приазовський райони.

### Клімат
Клімат Мелітопольського району — атлантично-континентальний з високим температурним режимом. Характеризується тривалим сухим та жарким літом з великою кількістю сонячних днів та короткою малосніжною зимою із частими відлигами.
За багаторічними спостереженнями середньорічна температура повітря становить 9,1—9,9 °C. Абсолютний річний максимум температури — 39,5 °C (28.07.1971, 02.08.1998).
Найтеплішими місяцями є червень-серпень, середньомісячні температури становлять 20,5—23,1 °C.
Абсолютний річний мінімум температури — (-33,1 °C) (14.01.1950).
Найхолоднішими місяцями є січень і лютий з середньомісячною температурою 2,7—4,5 °C нижче нуля.
За кількістю опадів район відноситься до зони з недостатнім зволоженням. На рік середня кількість опадів становить 475 мм. Середньорічна вологість повітря — 73 %.
Посушливість клімату обумовлена пануванням сухих північно-східних, східних вітрів. Середньорічна швидкість вітру — 3,7 м/с. Найбільша швидкість вітру спостерігається восени, взимку, на початку весни. Швидкість вітру може досягати 22 м/с. Річна імовірність вітру зі швидкістю до 5 м/с включно зі штилями дорівнює 75 % від усіх випадків метеорологічних спостережень. В середньому на рік припадає 39 днів з туманами.
Використовують рибогосподарські об'єкти 5 фізичних осіб — підприємців на території Новенської, Новопилипівської, Новгородківської, Полянівської та Новомиколаївської сільських рад. Загальна площа ставків, що експлуатується орендарями, становить 123,8 га.
До природно-заповідного фонду загальнодержавного та місцевого значення на території району включені 23 території та об'єкти загальною площею 2,3 тис. га.
Площа зелених насаджень в районі становить 9292,1 га, в тому числі державного лісового фонду — 6253 га, з них вкрито лісом 3262 га. Землі держлісфонду в районі становлять 5.7 тис. га, землі вкриті лісонасадженнями інших землекористувачів — 5.8 тис. га.

### Водні ресурси
Зрошування здійснюються зі зрошувального каналу. Джерелами централізованого водопостачання є 115 артезіанських свердловин. В 7 населених пунктів району питна вода надається з західного групового водоводу. На території Мирненської селищної ради здійснюється видобуток столової мінеральної води для промислового розливу. На території Мелітопольського району протікають річки: Молочна (69 км), Тащенак (27 км), Малий Утлюк (25 км), Юшанли (20 км), притоки річки Молочної: Кульман, Арабка. Ставки розташовані в селах Оленівка (71,3 га), Трудове (2,1 га.). Площа Молочного лиману в межах району становить 324 га.

### Корисні копалини
Район багатий природними ресурсами загальнодержавного значення — прісними підземними водами та корисними копалинами місцевого значення — родовищами будівельного піску та глини.
Територією району проходить Магістральний канал Приазовської зрошувальної системи протяжністю 41,6 км, який використовується сезонно.
Родовища корисних копалин місцевого значення, а саме, будівельного піску, розташовані на території Терпіннівської сільської ради.

### Ландшафти
За фізико-географічним районуванням Запорізької області, район лежить у межах Верхньоутлюцького фізико-географічного району Дніпровсько-Молочанської низовинної області і Молочансько-Нововасилівського району Західноприазовської схилові-височинної області Причорноморського степового краю Середньостепової підзони, а також Атманайсько-Утлюцького і Нижньомолочанського районів Присивасько-Приазовської низовинної області Причорноморсько-Приазовського південно-степового краю Південностепової підзони Степової зони.

## Історія
Людина залишила сліди свого перебування на території нинішньої Мелітопольщини більш як 10 000 років тому. Первісні люди тут жили, збираючи їстівні рослини, полюючи на оленів, бізонів та ін. Біля села Терпіння знаходиться унікальний пам'ятник природи й історії — Кам'яна Могила. Це накопичення пісковикових плит. На деякі ще у 1890 році археолог Н. І. Веселовський знайшов наскельні зображення (ієрогліфи), нанесені первісною людиною. Це зоряні символи, зображення на мисливську, рибальську, скотарську і землеробську тематику. З огляду на важливе наукове значення Кам'яної Могили, яка 1954 року оголошена державним історико-археологічним заповідником.
У добу неоліту (8-3 тис. років до н. е.) в Мелітопольських краях, як і на всьому просторі степів Євразії, йде становлення і розвиток землеробства і скотарства. До пам'ятників цього періоду відносяться поселення, розкопані археологами біля сіл Терпіння і Семенівка.
У добу бронзи край заселяли різні кочові племена, про життя яких відомо небагато.
З настанням залізної доби (1 тис. років до н. е.) їх перемінили кімерійці. У VII в. до н. е. у Приазов'я вторглись скіфи. Після них залишились численні кургани. Один з найвідоміших — Мелітопольський курган, де 1954 року були виявлені поховання скіфської знаті.
Наприкінці 1 тис. до н. е. скіфів перемінили сармати. Долина річки Молочної була одним з основних районів їхніх зимівель. Про це свідчать кургани в с. Новопилипівка. У IV в. Північне Приазов'я зайняли гуни. Так почався «тюркський» період у житті краю.
У першій половині XIII в. територія попадає під владу татаро-монголів і входить в один з улусів Золотої Орди. У 1443 р. феодальна знать Криму за підтримкою Великого князівства Литовського створила незалежне від Золотої Орди Кримське ханство. У його склад ввійшов і Мелітопольський край. Після мирного договору між Росією і Туреччиною (1774 р.) Кримське ханство перейшло під панування Росії. Це створило передумови для появи в Мелітопольському краї осілого населення.
1783 рік став важливим рубежем в історії Мелітопольщини. 8 квітня Катерина II підписала маніфест «Про прийняття півострова Кримського, острова Тамана і всієї Кубанської сторони під Російську державу». Мелітопольський край увійшов до складу Росії. У цьому ж році тутешній кочовий народ ногайці були переселені «на Уральський степ», і в Мелітопольських краях постійного населення не стало. Постійне населення стало з'являтися у 1790 році. Григорій Потьомкін переселив сюди, у межиріччя Молочної і Берди, ногайців. У 1795 році на «Молочні води» дозволили перебратися ногайцям з Північного Кавказу. Їм відвели близько 400 тис. га. Тут оселилися 8391 чоловіків і 7127 жінок.
На початку XIX ст. територія Мелітопольського району починає інтенсивно заселятися вихідцями з інших регіонів Росії і Західної Європи.
До середини 60-х рр. на території Мелітопольського району було 47 поселень, у яких проживало 24222 чоловік. Самими великими були Терпіння (2262 чол.), Вознесенка (2092 чол.), Новомиколаївка (1960 чол.), Семенівка (1924 чол.), Костянтинівка (1834 чол.).
1923 року продовжилося перекроювання адміністративної карти. Територія Мелітопольщини виявилася розділеної між Велико-Токмацьким, Вознесенським і Кизиярським районами Мелітопольського округу. У 1924 році частина районів із переважним німецьким населенням виділили в Молочанський район і створили Терпіннівський район.
У 1930 році округи були ліквідовані. З 15 вересня центр Кизиярського району переноситься до Мелітополя і район перейменовується на Мелітопольський. Постановою Всеукраїнського Центрального Виконавчого Комітету та Ради Народних Комісарів УСРР від 1930 року № 23 «Про ліквідацію округ та перехід на двоступеневу систему управління» перенесено центр Кизиярського району з села Кизияр у місто Мелітополь із перейменуванням Кизиярського району на Мелітопольський.
20 травня 1933 року до нього приєднався Терпіннівський район.
З 1932 по 1939 роки Мелітопольщина входила до складу Дніпропетровської області. 10 січня 1939 року була утворена Запорізька область. З тих пір Мелітопольський район — у її складі.
В часи німецько-радянської війни територія району з 1 вересня 1942 до жовтня 1943 року входила до складу німецької Мелітопольської округи.
У квітні 2016 року відбулося масштабне перейменування скверів, бульварів, вулиць, провулків, проїздів, проспектів, майданів в місті Мелітополь та Мелітопольському районі, назви яких підпадали під декомунізацію.

## Адміністративний устрій
Адміністративно-територіально район поділяється на 1 селищну раду і 15 сільських рад, які об'єднують 68 населених пунктів та підпорядковані Мелітопольській районній раді. Адміністративний центр — місто Мелітополь, яке є містом обласного значення та не входить до складу району.

## Населення
Розподіл населення за віком та статтю (2001)
| Стать | Всього | До 15 років | 15-24 | 25-44 | 45-64 | 65-85 | Понад 85 |
| --- | ------ | ----------- | ----- | ----- | ----- | ----- | -------- |
| Чоловіки | 26 386 | 5310        | 4078  | 8007  | 6456  | 2455  | 80       |
| Жінки | 29 939 | 4885        | 4148  | 7861  | 7673  | 4922  | 450      |
| \| Статево-вікова піраміда \| Статево-вікова піраміда \| Статево-вікова піраміда \| \| ----------------------- \| ----------------------- \| ----------------------- \| \| Чоловіки \| Вік \| Жінки \| \| 80 \| 85 + \| 450 \| \| 134 \| 80-84 \| 503 \| \| 392 \| 75-79 \| 1255 \| \| 988 \| 70-74 \| 1769 \| \| 941 \| 65-69 \| 1395 \| \| 1812 \| 60-64 \| 2578 \| \| 863 \| 55-59 \| 1162 \| \| 1606 \| 50-54 \| 1764 \| \| 2175 \| 45-49 \| 2169 \| \| 2292 \| 40-44 \| 2410 \| \| 2079 \| 35-39 \| 1951 \| \| 1784 \| 30-34 \| 1743 \| \| 1852 \| 25-29 \| 1757 \| \| 2026 \| 20-24 \| 1968 \| \| 2052 \| 15-20 \| 2180 \| \| 2444 \| 10-14 \| 2306 \| \| 1609 \| 5-9 \| 1443 \| \| 1257 \| 0-4 \| 1136 \| |        |             |       |       |       |       |          |
| Статево-вікова піраміда |        |             |       |       |       |       |          |
| Чоловіки | Вік    | Жінки       |       |       |       |       |          |
| 80 | 85 +   | 450         |       |       |       |       |          |
| 134 | 80-84  | 503         |       |       |       |       |          |
| 392 | 75-79  | 1255        |       |       |       |       |          |
| 988 | 70-74  | 1769        |       |       |       |       |          |
| 941 | 65-69  | 1395        |       |       |       |       |          |
| 1812 | 60-64  | 2578        |       |       |       |       |          |
| 863 | 55-59  | 1162        |       |       |       |       |          |
| 1606 | 50-54  | 1764        |       |       |       |       |          |
| 2175 | 45-49  | 2169        |       |       |       |       |          |
| 2292 | 40-44  | 2410        |       |       |       |       |          |
| 2079 | 35-39  | 1951        |       |       |       |       |          |
| 1784 | 30-34  | 1743        |       |       |       |       |          |
| 1852 | 25-29  | 1757        |       |       |       |       |          |
| 2026 | 20-24  | 1968        |       |       |       |       |          |
| 2052 | 15-20  | 2180        |       |       |       |       |          |
| 2444 | 10-14  | 2306        |       |       |       |       |          |
| 1609 | 5-9    | 1443        |       |       |       |       |          |
| 1257 | 0-4    | 1136        |       |       |       |       |          |

Згідно з переписом населення 2001 року, етнічний склад Мелітопольського району наступний: українці — 62,8 %, росіяни — 31,2 %, татари — 0,9 %, білоруси — 0,7 %, болгари — 0,6 %.
Всього на території Мелітопольського району проживає 48 698 осіб. 

## Промисловість
Мелітопольський район сільськогосподарський. На його території активно працює 152 сільськогосподарських підприємств усіх форм власності (з них: 31 — товариств з обмеженою відповідальністю, 3 кооперативи, 12 приватних підприємств, 3 державних підприємств, 3 — підсобних та 100 фермерських господарств).
Вони ефективно працюють в сучасних умовах підприємництва по виробництву продукції у м'ясо-молочній, скотарській, свинарській, рослинницькій та садівницькій галузях.
Серед великих сільськогосподарських підприємств слід відзначити:
- ПП «Могучий» — в обробітку 5312 га землі
- СБК «Дружба» — 5784 га землі
- ДПДГ «Відродження» — 4090 га землі
- ТОВ АФ «Україна» — 4416 га землі
- ТОВ «Фрідом Фарм Терра» — 5340 га землі

Вагомий внесок у розвиток внутрішнього ринку району вносять підприємства харчової та машинобудівної промисловості, а саме: ТОВ «Соцінновація», ПП «Молокозавод — ОЛКОМ», ПП «Магістр», ТОВ «Мелітопольський завод автотранспортних запчастин».

## Транспорт
Територією Мелітопольського району з півночі на південь проходять залізниця й автомобільна дорога державного значення М18E105 (Харків — Сімферополь — Ялта) та з заходу на схід — М14E58 (Рені — Одеса — Ростов-на-Дону).
Загальна протяжність доріг у районі становить 920,7 км, із них:
- доріг державного значення, що обслуговуються філією «Мелітопольська дорожньо-експлуатаційна дільниця», — 92,3 км;
- місцевого значення, що обслуговуються філією «Мелітопольський райавтодор» ДП «Запорізький облавтодор», — 420,4 км;
- комунальних сільських доріг — 408 км.

## Соціальна сфера
На сьогоднішній день у районі функціонують 57 закладів освіти (33 середніх школи всіх ступенів, 1 гімназія, 1 колегіум, 1 навчально-виховний комплекс, 15 дитячих садків). Також функціонує 2 позашкільних навчальних заклади: будинок дитячої та юнацької творчості та районна дитячо-юнацька спортивна школа.
Мережа установ культури нараховує 34 клубні установи, у тому числі Центр чеської національної культури та центр культури і дозвілля «Сузір'я», 34 бібліотеки, у тому числі центральна районна бібліотека та дитяча бібліотека, 2 музичні школи, 5 філій дитячих музичних шкіл, 4 музеї на громадських засадах, районний організаційно-методичний центр народної творчості.
Мережа закладів охорони здоров'я нараховує 7 дільничних сільських лікарень, 40 ФАПів, 3 лікарські амбулаторії та одну центральну районну лікарню.

## Туристичний потенціал

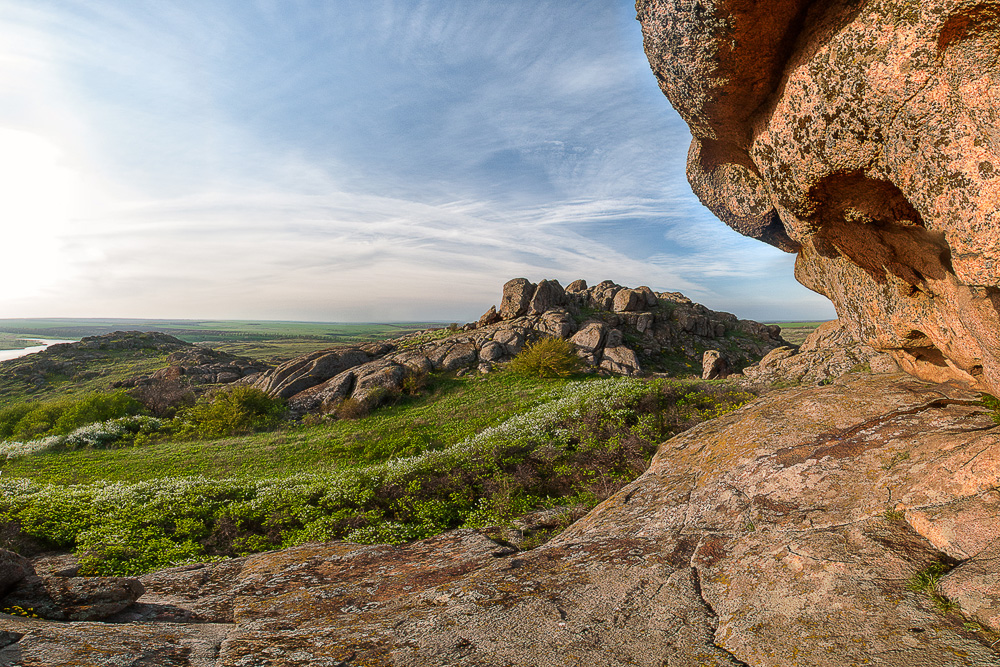
Кам'яні Могили

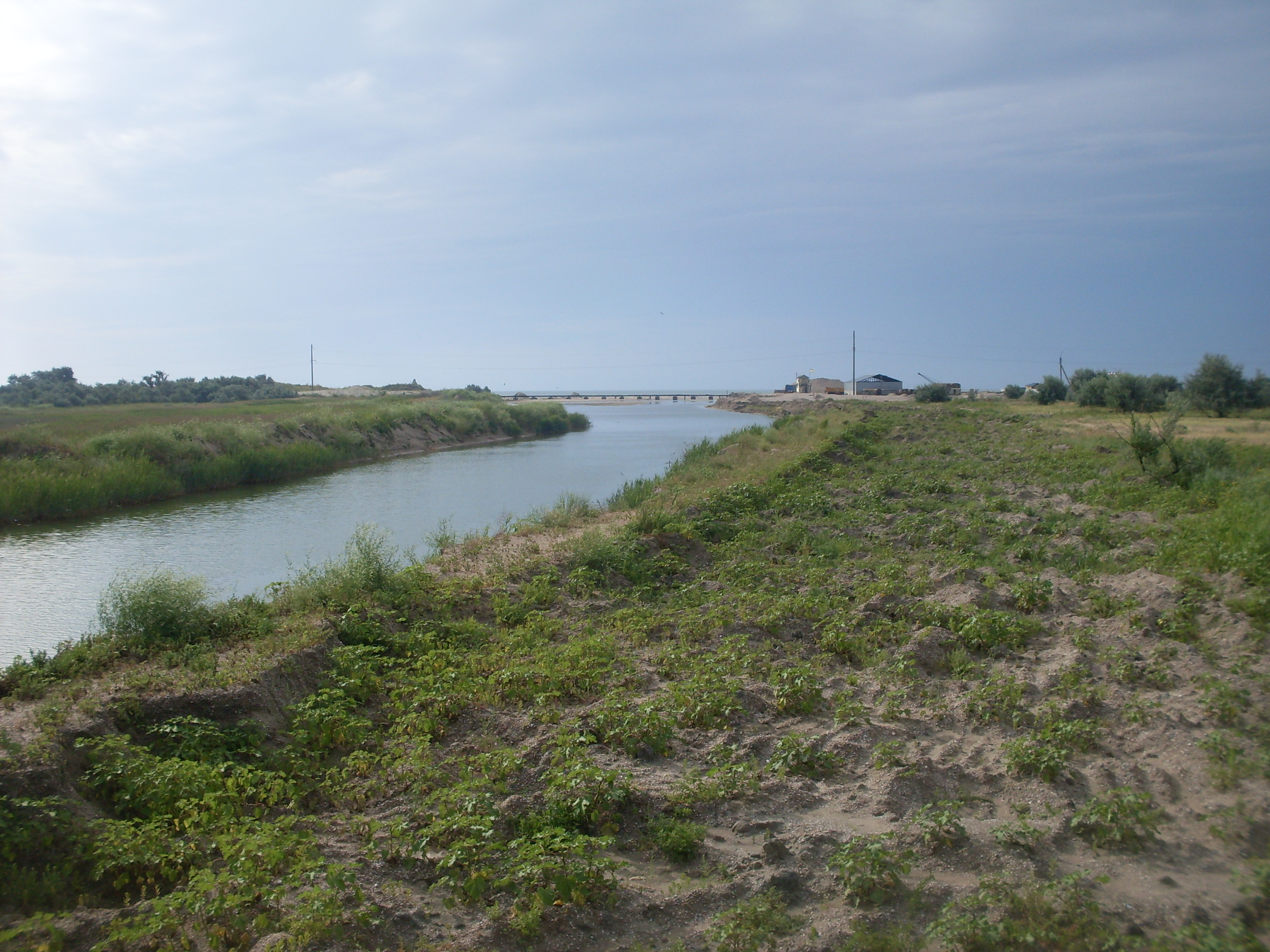
Канал, що з'єднує Молочний лиман із Азовським морем

До природно-заповідного фонду Мелітопольського району входить 4 об'єкти ПЗФ загальнодержавного значення (1 національний природний парк, 2 заказники, 1 пам'ятка природи) та 21 об'єкт ПЗФ місцевого (обласного) значення (10 заказників, 7 пам'яток природи, 4 парків-пам'яток садово-паркового мистецтва).
- Біля села Терпіння розташований унікальна пам'ятка природи та історії — Кам'яні Могили. Це нагромадження пісковикових плит. У 1954 році Кам'яні Могили оголошені державним історико-археологічним заповідником;
- Справжній оазіс серед степу — ландшафтний заказник «Старобердянський»;
- гідрологічний заказник «Молочний лиман»;
- 12 цілинних ділянок зі степовою рослинністю;
- 3 парки пам'ятки садово—паркового мистецтва: парк «Еліта», територія «Цілющих джерел», парк в селі Садовому;
- 3 пам'ятки природи: 2 дуби черешчатих в селі Промінь, с. Травневому, «Дуб-патріарх» в селі Терпіння, віком до 400 років, діаметром стовбуру 3,5 м.
- Старобердянський ландшафтний заказник
- Ботанічний заказник «Цілинна ділянка»
- Ботанічний заказник «Троїцька балка»
- Ботанічний заказник «Відріг Чебрецовий»
- Ентомологічний заказник «Цілинна балка „Троїцька“, ділянка № 1»
- Ентомологічний заказник «Цілинна балка „Троїцька“, ділянка № 2»
- Ентомологічний заказник «Цілинна ділянка в гирлі річки Арабка»
- Дуб «Патріарх»
- Парк «Садове»
- Цілинна ділянка вздовж залізниці
- Цілинна ділянка по балці «Курушана»

На території району знаходяться «Цілющи джерела» в с. Терпіння. Із багатьох джерел основними вважають три. Найбільш водомісткий названий іменем Божої Матері. Їм приписана цілюща сила.

## Політика
25 травня 2014 року відбулися Президентські вибори України. У межах Мелітопольського району були створені 42 виборчі дільниці. Явка на виборах складала — 40,58 % (проголосували 17 022 із 41 946 виборців). Найбільшу кількість голосів отримали Петро Порошенко — 33,09 % (5 632 виборців); Сергій Тігіпко — 20,70 % (3 524 виборців), Михайло Добкін — 8,86 % (1 509 виборців), Вадим Рабінович — 8,07 % (1 374 виборців), Юлія Тимошенко — 7,03 % (1 196 виборців).